# Discografia di Jorja Smith
La discografia di Jorja Smith, cantante pop e R&B britannica è composta da un album in studio, due EP e oltre trenta singoli, di cui dieci in collaborazione con altri artisti.

## Album in studio
| Anno | Titolo e dettagli | Classifiche | Classifiche | Classifiche | Classifiche | Classifiche | Classifiche | Classifiche | Classifiche | Classifiche | Classifiche | Certificazioni                      |
| Anno | Titolo e dettagli | UK          | AUS         | BEL (FL)    | CAN         | FRA         | IRE         | NLD         | NZL         | SWI         | USA         | Certificazioni                      |
| ---- | --- | ----------- | ----------- | ----------- | ----------- | ----------- | ----------- | ----------- | ----------- | ----------- | ----------- | ----------------------------------- |
| 2018 | Lost & Found - Pubblicato: 8 giugno 2018 - Etichetta: FAMM - Formati: CD, LP, MC, download digitale, streaming          | 3           | 13          | 12          | 42          | 20          | 14          | 12          | 16          | 9           | 41          | - DNK: Oro - FRA: Platino - UK: Oro |
| 2023 | Falling or Flying - Pubblicato: 29 settembre 2023 - Etichetta: FAMM - Formati: CD, LP, MC, download digitale, streaming | 3           | —           | —           | —           | —           | —           | —           | —           | —           | —           |                                     |

## Extended play
| Anno                                                                                          | Titolo e dettagli                                                                                            | Classifiche | Classifiche | Classifiche | Classifiche | Classifiche | Classifiche |
| Anno                                                                                          | Titolo e dettagli                                                                                            | UK          | AUS         | IRE         | NLD         | NZL         | SWI         |
| --------------------------------------------------------------------------------------------- | --- | ----------- | ----------- | ----------- | ----------- | ----------- | ----------- |
| 2016                                                                                          | Project 11 - Pubblicato: 17 novembre 2016 - Etichetta: FAMM - Formati: CD, LP, download digitale, streaming  | —           | —           | —           | —           | —           | —           |
| 2021                                                                                          | Be Right Back - Pubblicato: 14 maggio 2021 - Etichetta: FAMM - Formati: CD, LP, download digitale, streaming | 9           | 49          | 77          | 28          | 27          | 33          |
| "—" indica che l'opera non si è classificata o che non è stata pubblicata in quel territorio. | |             |             |             |             |             |             |

## Singoli

### Come artista principale
| Anno                                                                                          | Titolo                                    | Classifiche | Classifiche | Classifiche | Classifiche | Classifiche | Classifiche | Album                                                            |
| Anno                                                                                          | Titolo                                    | UK          | AUS         | BEL (FL)    | FRA         | IRE         | SWI         | Album                                                            |
| --------------------------------------------------------------------------------------------- | ----------------------------------------- | ----------- | ----------- | ----------- | ----------- | ----------- | ----------- | ---------------------------------------------------------------- |
| 2016                                                                                          | Blue Lights                               | 38          | —           | 81          | 128         | —           | —           | Lost & Found                                                     |
| 2016                                                                                          | Where Did I Go?                           | —           | —           | —           | —           | —           | —           | Lost & Found                                                     |
| 2017                                                                                          | Teenage Fantasy                           | 77          | —           | —           | —           | —           | —           | Lost & Found                                                     |
| 2017                                                                                          | On My Mind (con i Preditah)               | 54          | —           | —           | —           | —           | —           | /                                                                |
| 2018                                                                                          | Let Me Down (feat. Stormzy)               | 34          | —           | —           | —           | 62          | —           | /                                                                |
| 2018                                                                                          | February 3rd                              | 75          | —           | —           | 192         | —           | —           | Lost & Found                                                     |
| 2018                                                                                          | On Your Own                               | —           | —           | —           | —           | —           | —           | Lost & Found                                                     |
| 2018                                                                                          | The One                                   | —           | —           | 54          | —           | —           | —           | Lost & Found                                                     |
| 2019                                                                                          | Don't Watch Me Cry                        | 73          | —           | —           | —           | —           | —           | Lost & Found                                                     |
| 2019                                                                                          | Loose Ends (con Loyle Carner)             | 62          | —           | 89          | —           | —           | —           | Not Waving, but Drowning                                         |
| 2019                                                                                          | Goodbyes                                  | —           | —           | —           | —           | —           | —           | Lost & Found                                                     |
| 2019                                                                                          | Be Honest (feat. Burna Boy)               | 8           | 77          | 53          | 28          | 20          | 51          | /                                                                |
| 2020                                                                                          | By Any Means                              | 89          | —           | 88          | —           | —           | —           | Reprise                                                          |
| 2020                                                                                          | Come Over (feat. Popcaan)                 | 35          | —           | 89          | 94          | 82          | —           | /                                                                |
| 2021                                                                                          | Addicted                                  | 46          | —           | —           | —           | —           | —           | Be Right Back                                                    |
| 2021                                                                                          | Nobody but You (Sonder feat. Jorja Smith) | —           | —           | —           | —           | —           | —           | /                                                                |
| 2021                                                                                          | Gone                                      | 79          | —           | —           | —           | —           | —           | Be Right Back                                                    |
| 2021                                                                                          | Bussdown (con Shaybo)                     | 56          | —           | —           | —           | —           | —           | Be Right Back                                                    |
| 2021                                                                                          | All of This (con GuiltyBeatz)             | —           | —           | —           | —           | —           | —           | /                                                                |
| 2021                                                                                          | Killing Me (con Sasha Keable)             | —           | —           | —           | —           | —           | —           | Intermission                                                     |
| 2022                                                                                          | Lavender & Red Roses (con Ibeyi)          | —           | —           | —           | —           | —           | —           | Spell 31                                                         |
| 2023                                                                                          | Try Me                                    | 60          | —           | —           | —           | —           | —           | Falling or Flying                                                |
| 2023                                                                                          | Little Things                             | 11          | —           | —           | —           | 20          | —           | Falling or Flying                                                |
| 2023                                                                                          | Go Go Go                                  | —           | —           | —           | —           | —           | —           | Falling or Flying                                                |
| 2023                                                                                          | Broken Is the Man                         | —           | —           | —           | —           | —           | —           | Falling or Flying                                                |
| 2023                                                                                          | Finally                                   | 11          | —           | —           | —           | 20          | —           | The Color Purple (Music From and Inspired by the Motion Picture) |
| 2024                                                                                          | High                                      | —           | —           | —           | —           | —           | —           | /                                                                |
| 2024                                                                                          | Loving You/Don't Let Me Go                | —           | —           | —           | —           | —           | —           | /                                                                |
| 2025                                                                                          | The Way I Love You                        | —           | —           | —           | —           | —           | —           | /                                                                |
| 2025                                                                                          | With You                                  | —           | —           | —           | —           | —           | —           | /                                                                |
| "—" indica che l'opera non si è classificata o che non è stata pubblicata in quel territorio. |                                           |             |             |             |             |             |             |                                                                  |

### Come artista ospite
| Anno                                                                                          | Titolo e dettagli                                                      | Classifiche | Classifiche | Classifiche | Classifiche | Album                        |
| Anno                                                                                          | Titolo e dettagli                                                      | UK          | BEL (FL)    | IRE         | SWI         | Album                        |
| --------------------------------------------------------------------------------------------- | ---------------------------------------------------------------------- | ----------- | ----------- | ----------- | ----------- | ---------------------------- |
| 2016                                                                                          | People (Cadenza feat. Jorja Smith & Dre Island)                        | —           | —           | —           | —           | /                            |
| 2017                                                                                          | Tyrant (Kali Uchis feat. Jorja Smith)                                  | —           | —           | —           | —           | Isolation                    |
| 2017                                                                                          | Bridge over Troubled Water (come parte di Artists for Grenfell)        | 1           | 26          | 25          | 28          | /                            |
| 2018                                                                                          | Follow the Leader (George the Poet e Maverick Sabre feat. Jorja Smith) | —           | —           | —           | —           | /                            |
| 2018                                                                                          | Go 2.0 (Alex da Kid feat. Jorja Smith, H.E.R. & Rapsody)               | —           | —           | —           | —           | /                            |
| 2018                                                                                          | Reason in Disguise (Ezra Collective feat. Jorja Smith)                 | —           | —           | —           | —           | You Can't Steal My Joy       |
| 2019                                                                                          | Slow Down (Maverick Sabre feat. Jorja Smith)                           | —           | —           | —           | —           | When I Wake Up               |
| 2021                                                                                          | 1000 Nights (Jaykae feat. Jorja Smith)                                 | —           | —           | —           | —           | /                            |
| 2021                                                                                          | My Sister (Shaybo feat. Jorja Smith)                                   | —           | —           | —           | —           | Queen of the South           |
| 2025                                                                                          | Crush (AJ Tracey feat. Jorja Smith)                                    | 23          | —           | 81          | —           | Don't Die Before You're Dead |
| "—" indica che l'opera non si è classificata o che non è stata pubblicata in quel territorio. |                                                                        |             |             |             |             |                              |